# Karel Kula
Karel Kula (* 10. srpna 1963 Český Těšín) je starosta města Český Těšín, bývalý český fotbalový záložník, trenér a funkcionář. Měří 181 cm. Jeho bratrem-dvojčetem je bývalý fotbalista Vlastimil Kula.

## Mládežnická kariéra
- Slavoj Český Těšín
- Železárny Třinec

## Seniorská kariéra
- 1981–1991 FC Baník Ostrava 188 zápasů, 25 branek
- 1982–1984 FK Dukla Banská Bystrica (vojna) 19 0
- 1991–1992 Stuttgarter Kickers 28 6
- 1992–1995 SG Wattenscheid 09 59 3
- 1995–1996 Železárny Třinec 39 1
- 1997–1998 FC Baník Ostrava 21 0

## Reprezentace
- 1985–1992 Československo: 40 startů, 5 branek

## Trenérská kariéra
- 2006–2008 FC Baník Ostrava (asistent)
- 2009–2010 Fotbal Třinec (asistent)
- 2010–2010 MFK Karviná (asistent)
- 2010–2012 MFK Karviná
- 2013–2016 FK Třinec